# Cincinnati Open (singolare maschile)
Questo è un elenco delle finali del singolare maschile del Cincinnati Open. 
Albo d'oro tratto dal libro From Club Court to Center Court.
| Anno | Vincitori                                       | Finalisti                                       | Punteggio                                       |
| ---- | ----------------------------------------------- | ----------------------------------------------- | ----------------------------------------------- |
| 1899 | Nat Emerson                                     | Dudley Sutphin                                  | 8–6, 6–1, 10–8                                  |
| 1900 | Raymond D. Little (1)                           | Nat Emerson                                     | 6–2, 6–4, 6–2                                   |
| 1901 | Raymond D. Little (2)                           | Kreigh Collins                                  | 2–6, 8–6, 6–4, 7–5                              |
| 1902 | Raymond D. Little (3)                           | Kreigh Collins                                  | 3–6, 6–8, 6–4, 6–1, 6–2                         |
| 1903 | Kreigh Collins                                  | Raymond D. Little                               | 11–9, 4–6, 6–1, 3–6, 6–4                        |
| 1904 | Beals Wright (1)                                | Louis Harold Waidner                            | 7–5, 6–0, 6–3                                   |
| 1905 | Beals Wright (2)                                | Kreigh Collins                                  | 6–3, 7–5, 4–6, 7–9, 6–3                         |
| 1906 | Beals Wright (3)                                | Robert LeRoy                                    | 6–4, 6–4, 4–6, 4–6, 6–2                         |
| 1907 | Robert LeRoy (1)                                | Robert Chauncey Seaver                          | 8–6, 6–8, 6–2, 6–0                              |
| 1908 | Robert LeRoy (2)                                | Nat Emerson                                     | 6–0, 7–5, 6–4                                   |
| 1909 | Robert LeRoy (3)                                | Nat Emerson                                     | 6–3, 3–6, 6–0, 1–6, 6–3                         |
| 1910 | Richard H. Palmer (1)                           | Wallace Ford Johnson                            | 11–9, 6–3, 6–4                                  |
| 1911 | Richard H. Palmer (2)                           | Richard Bishop                                  | 14–12, 6–4, 8–6                                 |
| 1912 | Gus Touchard                                    | Richard H. Palmer                               | 6–1, 6–2, 7–5                                   |
| 1913 | William S. McElroy (1)                          | Gus Touchard                                    | abbandono                                       |
| 1914 | William S. McElroy (2)                          | William Hoag                                    | 6–4, 1–6, 6–4, 6–2                              |
| 1915 | Clarence Griffin                                | William S. McElroy                              | 6–4, 6–3, 6–3                                   |
| 1916 | Bill Johnston                                   | Clarence Griffin                                | abbandono                                       |
| 1917 | Fritz Bastian (1)                               | John G. MacKay                                  | 4–6, 6–4, 6–1, 6–2                              |
| 1918 | Torneo sospeso per la prima guerra mondiale     | Torneo sospeso per la prima guerra mondiale     | Torneo sospeso per la prima guerra mondiale     |
| 1919 | Fritz Bastian (2)                               | John Hennessey                                  | 2–6, 6–4, 6–1, 6–4                              |
| 1920 | John Hennessey                                  | Walter Wesbrook                                 | 8–10, 6–3, 6–3, 6–4                             |
| 1921 | Torneo sospeso                                  | Torneo sospeso                                  | Torneo sospeso                                  |
| 1922 | Louis Kuhler (1)                                | Edwin Haupt                                     | 6–3, 6–1, 6–1                                   |
| 1923 | Louis Kuhler (2)                                | Paul Kunkel                                     | 6–3, 6–3, 6–2                                   |
| 1924 | George Lott (1)                                 | Paul Kunkel                                     | 2–6, 13–11, 6–4, 6–3                            |
| 1925 | George Lott (2)                                 | Julius Sagalowsky                               | 6–3, 7–5, 6–1                                   |
| 1926 | Bill Tilden                                     | George Lott                                     | 4–6, 6–3, 7–9, 6–4, 6–3                         |
| 1927 | George Lott (3)                                 | Emmett Pare                                     | 6–4, 6–4, 6–2                                   |
| 1928 | Emmett Pare                                     | Harris Coggeshall                               | 2–6, 6–1, 6–4, 6–4                              |
| 1929 | Herbert Bowman                                  | Julius Seligson                                 | 2–6, 6–4, 6–4, 6–1                              |
| 1930 | Frank Shields                                   | Emmett Pare                                     | 6–2, 6–4, 3–6, 2–6, 6–1                         |
| 1931 | Cliff Sutter                                    | Bruce Barnes                                    | 6–3, 6–2, 3–6, 6–3                              |
| 1932 | George Lott (4)                                 | Frank Parker                                    | 5–7, 6–2, 4–6, 6–0, 6–3                         |
| 1933 | Bryan "Bitsy" Grant (1)                         | Frank Parker                                    | 11–9, 6–2, 1–6, 7–5                             |
| 1934 | Henry Prusoff                                   | Arthur Hendrix                                  | 6–3, 6–2, 4–6, 6–4                              |
| 1935 | Torneo sospeso a causa della Grande depressione | Torneo sospeso a causa della Grande depressione | Torneo sospeso a causa della Grande depressione |
| 1936 | Bobby Riggs (1)                                 | Charles Harris                                  | 6–1, 6–3, 6–1                                   |
| 1937 | Bobby Riggs (2)                                 | John McDiarmid                                  | 6–3, 6–3, 4–6, 6–3                              |
| 1938 | Bobby Riggs (3)                                 | Frank Parker                                    | 6–1, 7–5, 6–3                                   |
| 1939 | Bryan "Bitsy" Grant (2)                         | Frank Parker                                    | 4–6, 6–3, 6–1, 2–6, 6–4                         |
| 1940 | Bobby Riggs (4)                                 | Arthur Marx                                     | 11–9, 6–2, 4–6, 6–8, 6–1                        |
| 1941 | Frank Parker                                    | Bill Talbert                                    | 6–2, 6–2, 6–4                                   |
| 1942 | Pancho Segura (1)                               | Bill Talbert                                    | 1–6, 6–2, 6–4, 12–10                            |
| 1943 | Bill Talbert (1)                                | Seymour Greenberg                               | 6–1, 6–2, 6–3                                   |
| 1944 | Pancho Segura (2)                               | Bill Talbert                                    | 9–11, 6–2, 7–5, 2–6, 7–5                        |
| 1945 | Bill Talbert (2)                                | Elwood Cooke                                    | 6–2, 7–9 6–2                                    |
| 1946 | Nick Carter                                     | George E. Richards                              | 6–1, 6–1                                        |
| 1947 | Bill Talbert (3)                                | George Pero                                     | 6–1, 6–0, 6–0                                   |
| 1948 | Herbert Behrens                                 | Irvin Dorfman                                   | 7–5, 11–9, 2–6, 6–8, 6–4                        |
| 1949 | James Brink                                     | Arnold Saul                                     | 6–4, 6–8, 6–4, 6–0                              |
| 1950 | Glenn Bassett                                   | Hamilton Richardson                             | 6–2, 4–6, 6–1, 6–1                              |
| 1951 | Tony Trabert (1)                                | Bill Talbert                                    | 5–7, 4–6, 6–4, 6–3, 6–4                         |
| 1952 | Noel Brown                                      | Fred Hagist                                     | 6–4, 0–6, 2–0 rit.                              |
| 1953 | Tony Trabert (2)                                | Hamilton Richardson                             | 10–8, 6–3, 6–4                                  |
| 1954 | Straight Clark                                  | Sam Giammalva                                   | 8–6, 6–1, 6–1                                   |
| 1955 | Bernard Bartzen (1)                             | Tony Trabert                                    | 7–9, 11–9, 6–4                                  |
| 1956 | Edward Moylan                                   | Bernard Bartzen                                 | 6–0, 6–3, 6–3                                   |
| 1957 | Bernard Bartzen (2)                             | Grant Golden                                    | 6–4, 7–5, 6–4                                   |
| 1958 | Bernard Bartzen (3)                             | Sam Giammalva                                   | 7–5, 6–3, 6–2                                   |
| 1959 | Whitney Reed                                    | Donald Dell                                     | 1–6, 7–5, 6–3, 6–3                              |
| 1960 | Miguel Olvera                                   | Crawford Henry                                  | 4–6, 9–7, 6–4                                   |
| 1961 | Allen Fox                                       | Billy Lenoir                                    | 3–6, 8–6, 6–2, 6–1                              |
| 1962 | Marty Riessen (1)                               | Allen Fox                                       | 1–6, 6–2, 6–2, 6–3                              |
| 1963 | Marty Riessen (2)                               | Herb Fitzgibbon                                 | 6–1, 6–3, 7–5                                   |
| 1964 | Herb Fitzgibbon                                 | Robert Brien                                    | 6–1, 6–3, 6–1                                   |
| 1965 | Billy Lenoir                                    | Herb Fitzgibbon                                 | 1–6, 6–3, 6–3, 9–7                              |
| 1966 | David Power                                     | William Harris                                  | 7–5, 3–6, 0–6, 6–1, 6–2                         |
| 1967 | Joaquín Loyo-Mayo                               | Jaime Fillol                                    | 8–6, 6–1                                        |
| 1968 | William Harris                                  | Tom Gorman                                      | 3–6, 6–2, 6–2                                   |
| 1969 | Cliff Richey                                    | Allan Stone                                     | 6–1, 6–2                                        |
| 1970 | Ken Rosewall                                    | Cliff Richey                                    | 7–9, 9–7, 8–6                                   |
| 1971 | Stan Smith                                      | Juan Gisbert                                    | 7–6, 6–3                                        |
| 1972 | Jimmy Connors                                   | Guillermo Vilas                                 | 6–3, 6–3                                        |
| 1973 | Ilie Năstase                                    | Manuel Orantes                                  | 5–7, 6–3, 6–4                                   |
| 1974 | Marty Riessen (3)                               | Robert Lutz                                     | 7–6, 7–6                                        |
| 1975 | Tom Gorman                                      | Sherwood Stewart                                | 7–5, 2–6, 6–4                                   |
| 1976 | Roscoe Tanner                                   | Eddie Dibbs                                     | 7–6, 6–3                                        |
| 1977 | Harold Solomon (1)                              | Mark Cox                                        | 6–2, 6–3                                        |
| 1978 | Eddie Dibbs                                     | Raúl Ramírez                                    | 5–7, 6–3, 6–2                                   |
| 1979 | Peter Fleming                                   | Roscoe Tanner                                   | 6–4, 6–2                                        |
| 1980 | Harold Solomon (2)                              | Francisco González                              | 7–6, 6–3                                        |
| 1981 | John McEnroe                                    | Chris Lewis                                     | 6–3, 6–4                                        |
| 1982 | Ivan Lendl                                      | Steve Denton                                    | 6–2, 7–6                                        |
| 1983 | Mats Wilander (1)                               | John McEnroe                                    | 6–4, 6–4                                        |
| 1984 | Mats Wilander (2)                               | Anders Järryd                                   | 7–6, 6–3                                        |
| 1985 | Boris Becker                                    | Mats Wilander                                   | 6–4, 6–2                                        |
| 1986 | Mats Wilander (3)                               | Jimmy Connors                                   | 6–4, 6–1                                        |
| 1987 | Stefan Edberg (1)                               | Boris Becker                                    | 6–4, 6–1                                        |
| 1988 | Mats Wilander (4)                               | Stefan Edberg                                   | 3–6, 7–6, 7–6                                   |
| 1989 | Brad Gilbert                                    | Stefan Edberg                                   | 6–4, 2–6, 7–6                                   |
| 1990 | Stefan Edberg (2)                               | Brad Gilbert                                    | 6–1, 6–1                                        |
| 1991 | Guy Forget                                      | Pete Sampras                                    | 2–6, 7–6(4), 6–4                                |
| 1992 | Pete Sampras (1)                                | Ivan Lendl                                      | 6–3, 3–6, 6–3                                   |
| 1993 | Michael Chang (1)                               | Stefan Edberg                                   | 7–5, 0–6, 6–4                                   |
| 1994 | Michael Chang (2)                               | Stefan Edberg                                   | 6–2, 7–5                                        |
| 1995 | Andre Agassi (1)                                | Michael Chang                                   | 7–5, 6–2                                        |
| 1996 | Andre Agassi (2)                                | Michael Chang                                   | 7–6(4), 6–4                                     |
| 1997 | Pete Sampras (2)                                | Thomas Muster                                   | 6–3, 6–4                                        |
| 1998 | Patrick Rafter                                  | Pete Sampras                                    | 1–6, 7–6(2), 6–4                                |
| 1999 | Pete Sampras (3)                                | Patrick Rafter                                  | 7–6(7), 6–3                                     |
| 2000 | Thomas Enqvist                                  | Tim Henman                                      | 7–6(5), 6–4                                     |
| 2001 | Gustavo Kuerten                                 | Patrick Rafter                                  | 6–1, 6–3                                        |
| 2002 | Carlos Moyá                                     | Lleyton Hewitt                                  | 7–5, 7–6(5)                                     |
| 2003 | Andy Roddick (1)                                | Mardy Fish                                      | 4–6, 7–6(3), 7–6(4)                             |
| 2004 | Andre Agassi (3)                                | Lleyton Hewitt                                  | 6–3, 3–6, 6–2                                   |
| 2005 | Roger Federer (1)                               | Andy Roddick                                    | 6–3, 7–5                                        |
| 2006 | Andy Roddick (2)                                | Juan Carlos Ferrero                             | 6–3, 6–4                                        |
| 2007 | Roger Federer (2)                               | James Blake                                     | 6–1, 6–4                                        |
| 2008 | Andy Murray (1)                                 | Novak Đoković                                   | 7–6(4), 7–6(5)                                  |
| 2009 | Roger Federer (3)                               | Novak Đoković                                   | 6–1, 7–5                                        |
| 2010 | Roger Federer (4)                               | Mardy Fish                                      | 6(5)–7, 7–6(1), 6–4                             |
| 2011 | Andy Murray (2)                                 | Novak Đoković                                   | 6–4, 3–0 rit.                                   |
| 2012 | Roger Federer (5)                               | Novak Đoković                                   | 6–0, 7–6(7)                                     |
| 2013 | Rafael Nadal                                    | John Isner                                      | 7–6(8), 7–6(3)                                  |
| 2014 | Roger Federer (6)                               | David Ferrer                                    | 6–3, 1–6, 6–2                                   |
| 2015 | Roger Federer (7)                               | Novak Đoković                                   | 7–6(1), 6–3                                     |
| 2016 | Marin Čilić                                     | Andy Murray                                     | 6–4, 7–5                                        |
| 2017 | Grigor Dimitrov                                 | Nick Kyrgios                                    | 6–3, 7–5                                        |
| 2018 | Novak Đoković (1)                               | Roger Federer                                   | 6–4, 6–4                                        |
| 2019 | Daniil Medvedev                                 | David Goffin                                    | 7–6(3), 6–4                                     |
| 2020 | Novak Đoković (2)                               | Milos Raonic                                    | 1–6, 6–3, 6–4                                   |
| 2021 | Alexander Zverev                                | Andrej Rublëv                                   | 6–2, 6–3                                        |
| 2022 | Borna Ćorić                                     | Stefanos Tsitsipas                              | 7–6(0), 6–2                                     |
| 2023 | Novak Đoković (3)                               | Carlos Alcaraz                                  | 5–7 , 7–6(7), 7–6(4)                            |
| 2024 | Jannik Sinner                                   | Frances Tiafoe                                  | 7–6(4), 6–2                                     |
| 2025 | Carlos Alcaraz                                  | Jannik Sinner                                   | 5–0, rit.                                       |